# Parigi-Tours 2023
La Parigi-Tours 2023, centodiciassettesima edizione della corsa, valevole come cinquantaquattresima prova dell'UCI ProSeries 2023 categoria 1.Pro, si svolse il 8 ottobre 2023 su un percorso di 213,9 km, con partenza da Chartres e arrivo a Tours, in Francia. La vittoria fu appannaggio dello statunitense Riley Sheehan, il quale completò il percorso in 4h39'05", alla media di 45,986 km/h, precedendo il britannico Lewis Askey e il norvegese Tobias Halland Johannessen.
Sul traguardo di Tours 141 ciclisti, dei 157 partiti da Chartres, portarono a termine la competizione.

## Squadre e corridori partecipanti
| N.      | Cod. | Squadra                  |
| ------- | ---- | ------------------------ |
| 1-7     | ARK  | Team Arkéa-Samsic        |
| 11-16   | TJV  | Jumbo-Visma              |
| 21-27   | ACT  | AG2R Citroën Team        |
| 31-36   | UAD  | UAE Team Emirates        |
| 41-46   | LTK  | Lidl-Trek                |
| 51-57   | LTD  | Lotto Dstny              |
| 61-67   | GFC  | Groupama-FDJ             |
| 71-76   | BOH  | Bora-Hansgrohe           |
| 81-87   | ADC  | Alpecin-Deceuninck       |
| 91-97   | COF  | Cofidis                  |
| 101-107 | DSM  | Team DSM-Firmenich       |
| 111-117 | ICW  | Intermarché-Circus-Wanty |

| N.      | Cod. | Squadra                           |
| ------- | ---- | --------------------------------- |
| 121-127 | TEN  | TotalEnergies                     |
| 131-137 | EFE  | EF Education-EasyPost             |
| 141-147 | UXT  | Uno-X Pro Cycling Team            |
| 151-157 | IPT  | Israel-Premier Tech               |
| 161-167 | AUB  | St Michel-Mavic-Auber93           |
| 171-176 | Q36  | Q36.5 Pro Cycling Team            |
| 181-187 | VRL  | Van Rysel-Roubaix Lille Métropole |
| 191-197 | BWB  | Bingoal WB                        |
| 201-207 | UCN  | CIC U Nantes Atlantique           |
| 211-217 | EKP  | Equipo Kern Pharma                |
| 221-227 | NMC  | Nice Métropole Côte d'Azur        |

## Ordine d'arrivo (Top 10)
| Pos. | Corridore          | Squadra   | Tempo    |
| ---- | ------------------ | --------- | -------- |
| 1    | Riley Sheehan      | Israel    | 4h39'05" |
| 2    | Lewis Askey        | Groupama  | s.t.     |
| 3    | T.H. Johannessen   | Uno-X     | s.t.     |
| 4    | Joris Delbove      | St Michel | s.t.     |
| 5    | Olivier Le Gac     | Groupama  | a 7"     |
| 6    | Christophe Laporte | Jumbo     | a 9"     |
| 7    | Tom Van Asbroeck   | Israel    | s.t.     |
| 8    | Arnaud Démare      | Arkéa     | s.t.     |
| 9    | Edward Theuns      | Lidl      | s.t.     |
| 10   | Paul Penhoët       | Groupama  | s.t.     |